# 7 Armia (ZSRR)
7 Armia (ros. 7-я армия) – związek operacyjny Armii Czerwonej podczas II wojny światowej.

## Historia
7 Armia została utworzona 14 września 1939 roku w Leningradzkim Okręgu Wojskowym. Pierwszym działaniem wojennym, w którym 7 Armia wzięła udział, była wojna zimowa przeciwko Finlandii w latach 1939–1940. W listopadzie 1939 roku, tuż przed radzieckim atakiem na Finlandię, armia składała się z 19 Korpusu Strzeleckiego (24., 43., 70. i 123 Dywizja Strzelecka), 50 Korpusu Strzeleckiego (49., 90. i 142 Dywizja Strzelecka), 10 Korpusu Pancernego, 138 Dywizji Strzeleckiej i samodzielnej brygady pancernej. Od 17 grudnia 1939 roku atakowała pozycje wojsk fińskich na linii Mannerheima, które zostały przełamane 30 grudnia. Początkowo była ona dowodzona przez komandarma II rangi Wsiewołoda Jakowlewa, został on jednak usunięty z dowództwa i powrócił do Leningradu. Kolejny dowódca Kiriłł Mierieckow został odwołany ze stanowiska dowódcy 7 Armii z powodu powtarzających się porażek i ciężkich strat oraz zastąpiony przez Jakowlewa na tym stanowisku. 7 Armia została ponownie sformowana w drugiej połowie wiosny 1940 roku w Leningradzkim Okręgu Wojskowym. Przed rozpoczęciem ataku Niemiec na ZSRR armia ta ochraniała odcinek granicy ZSRR na północ od jeziora Ładoga. 
Od 24 czerwca 1941 roku armia posiadała w swoim składzie 54., 71., 168. i 237 Dywizję Strzelecką, 26. Rejon Umocniony i kilka jednostek artyleryjskich, lotniczych i inżynieryjnych, a cała armia wchodziła w skład Frontu Północnego, później Karelskiego, i przeprowadzała operacje obronne w Karelii, jednakże wycofała się z niej pod naporem armii Fińskiej pomiędzy lipcem a sierpniem 1941 roku. 
25 września 1941 roku została przemianowana na 7 Samodzielną Armię oraz podporządkowana Stawce i pozostawała pod jej dowództwem do lutego 1944 roku. Od połowy października 1941 do czerwca 1944 roku armia ta broniła linii rzeki Świr pomiędzy jeziorami Onega a Ładoga.
Od czerwca do sierpnia 1944 roku armia, składająca się tym razem z 37., 4., 94. i 99 Gwardyjskiego Korpusu Strzeleckiego, 150. i 162 Rejonu umocnionego oraz pewnej ilości jednostek artyleryjskich, pancernych, inżynieryjnych i innych, wchodząc w skład Frontu Karelskiego, brała udział w operacji świrsko-pietrozawodzkiej. 7 Armia została rozwiązana na początku stycznia 1945 roku. Na bazie jej dowództwa 18 grudnia 1944 roku stworzono 9 Gwardyjską Armię wojsk powietrznodesantowych.

## Dowódcy armii
- komandarm II rangi Wsiewołod Jakowlew
- gen. Kiriłł Mierieckow[6] (od 7 grudnia 1939)
- komandarm II rangi Wsiewołod Jakowlew
- gen. por. Filipp Danilowicz Gorielenko[7] (styczeń – wrzesień 1941 i listopad 1941 – czerwiec 1942)
- gen. Kiriłł Mierieckow (wrzesień – listopad 1941)
- gen. por. Siergiej Trofimienko (lipiec 1942 – styczeń 1943[8])
- gen. mjr Aleksiej Krutikow (styczeń 1943 – sierpień 1944, awansowany do gen. por. pod koniec kwietnia 1943)
- gen. por. Władimir Głuzdowski (sierpień – grudzień 1944)

## Struktura organizacyjna
Skład podczas wojny zimowej:
- 19 Korpus Strzelecki – dowódca: komdiw Filipp N. Starikow:
  - 24 Dywizja Piechoty,
  - 43 Dywizja Piechoty,
  - 70 Dywizja Piechoty,
  - 123 Dywizja Piechoty,
  - 40 Brygada Pancerna;
- 50 Korpus Strzelecki – dowódca: komdiw Filipp D. Gorielenko:
  - 49 Dywizja Piechoty,
  - 90 Dywizja Piechoty,
  - 142 Dywizja Piechoty,
  - 35 Brygada Pancerna;
- 10 Korpus Pancerny – dowódca: komdiw Prokofij Ł. Romanienko:
  - 1 Brygada Pancerna,
  - 13 Brygada Pancerna;
- odwód: 138 Dywizja Piechoty, 136 Dywizja Piechoty (w trakcie transportu), 150 Dywizja Piechoty (w trakcie transportu), 20 Brygada Pancerna, 101 pułk artylerii Odwodu Naczelnego Dowództwa (OND), 136 pułk artylerii OND, 301 pułk artylerii OND, 302 pułk artylerii OND, 311 pułk artylerii OND, 316 dywizjon artylerii OND i 317 dywizjon artylerii OND

Skład w dniu ataku III rzeszy na ZSRR:
- 54 Dywizja Piechoty,
- 71 Dywizja Piechoty,
- 168 Dywizja Piechoty,
- 237 Dywizja Piechoty,